# Stericta
Stericta är ett släkte av fjärilar. Stericta ingår i familjen mott.

## Dottertaxa tillStericta, i alfabetisk ordning[1]
- Stericta aeruginosa
- Stericta alnotha
- Stericta angulosa
- Stericta angustalis
- Stericta apicalis
- Stericta asopialis
- Stericta astigmatalis
- Stericta atkinsoni
- Stericta atribasalis
- Stericta basalis
- Stericta basilaris
- Stericta bryomima
- Stericta callibrya
- Stericta canutusa
- Stericta capnotila
- Stericta caradjai
- Stericta carbonalis
- Stericta carneotincta
- Stericta centralis
- Stericta concisella
- Stericta congenitalis
- Stericta corticalis
- Stericta costigeralis
- Stericta divitalis
- Stericta dohrni
- Stericta evanescens
- Stericta flammealis
- Stericta flavopuncta
- Stericta gelechiella
- Stericta honei
- Stericta ignebasalis
- Stericta inconcisa
- Stericta indistincta
- Stericta inuncta
- Stericta japonica
- Stericta klossi
- Stericta kogii
- Stericta lactealis
- Stericta leucodesma
- Stericta leucozonalis
- Stericta lophocepsalis
- Stericta loxochlaena
- Stericta mediovialis
- Stericta nolasca
- Stericta olivialis
- Stericta palmistalis
- Stericta phanerostola
- Stericta phereciusalis
- Stericta philobrya
- Stericta plumbifloccalis
- Stericta prasina
- Stericta pyraliata
- Stericta rubroviridis
- Stericta rurealis
- Stericta sectilis
- Stericta sinuosa
- Stericta streptomela
- Stericta subviridalis
- Stericta suspensalis
- Stericta trissosticha